# Edward R. Pressman
Edward R. Pressman (11. dubna 1943 New York, New York, USA – 17 ledna 2023, Los Angeles, Kalifornie) byl americký filmový producent.  
Jeho otcem byl podnikatel Jack Pressman, který založil hračkářskou firmu Pressman Toy Corporation. Jeho matka se jmenovala Lynn a rovněž pracovala v hračkářském průmyslu. Jako producent se podílel například na filmech Wall Street (1987) a Americké psycho (2000).